# La vedova del trullo
La vedova del trullo, conocida en castellano bajo los títulos de: La viuda del tonto (en España), Una viuda para consolar (en México) o La viuda del hórreo (en Perú y Venezuela, como título televisivo en ambos países), es una película italiana de 1979 del género de comedia erótica, con música de Stelvio Cipriani y escrita y dirigida por Franco Bottari.

## Argumento
Maddalena es una joven y atractiva enfermera ya retirada casada con el heladero Nicola y, como todos los años, la pareja viaja a Sammichele di Bari para celebrar las fiestas patronales de esa localidad, además de que él es el encargado de los fuegos artificiales de dicho evento, pero Nicola sufre un mortal accidente cuando preparaba el festejo y, ahora, ella decide quedarse a vivir en el pueblo en lugar de regresar a Nueva York, donde residía la pareja. Esto, aunado al hecho de que en el pueblo no existe ningún hotel y que tampoco haya algún sitio disponible donde alojarla (además de que los notables del pueblo comienzan a ver a la viuda con ojos lujuriosos), hace que el ayuntamiento local decida -a pesar de la oposición inicial del alcalde- que Maddalena habite en el único sitio de atracción turística de allí como lo es un trullo bastante antiguo.
La vida de Maddalena continúa sin muchos sobresaltos exceptuando los sueños eróticos con su difunto esposo por las noches y la negativa de volver a ir a la iglesia como “castigo” por la muerte de Nicola, hasta el día en que el espíritu del difunto se le aparece en sueños a Maddalena y le pide que rehaga su vida y que se reconcilie con la Iglesia, por lo que ella termina quitándose el luto, causando un cierto escándalo entre los conservadores habitantes del pueblo.
Poco después el Ministerio de Educación y Cultura se entera de la ocupación del trullo y ordena al ayuntamiento el desalojo inmediato de la viuda del lugar, por lo que ésta se muda al despacho parroquial del Padre Bonifacio quien, a pesar de su buena intención, no logra evitar el tener sueños eróticos con su feligresa por lo que, al enterarse inadvertidamente de esto, Maddalena finalmente acepta la propuesta del millonario del pueblo, Don Calogero, de alquilarle un pequeño apartamento de su propiedad a cambio de ayudar a Marco, su hijo de 16 años de edad, con los exámenes de fin de curso así como también a aplicarle unas inyecciones.
El joven estudiante comienza a interesarse por la viuda y, el día de su cumpleaños, decide cancelar la fiesta que tenía programada con sus amigos y pasarlo sólo en su casa para, más tarde y con unas copas demás, declarársele a Maddalena para luego tratar de forcejearla. La mujer logra someter al chico y cuando le reclama por haberle dejado la ropa toda desgarrada él va a prestarle un vestido de su difunta madre pero, cuando regresa, él termina llevándose la mayor impresión de su vida al ver a Maddalena completamente desnuda y ella le dice que éste es su regalo de cumpleaños, pero que ya no siga insistiendo más con sus coqueteos.
Mientras tanto, cerca del pueblo se descubre una antigua gruta y para investigar dicho hallazgo llega un equipo de varios espeleólogos liderado por el Profesor Luigi Granini, quien tiene un sorprendente parecido físico con Nicola. Cuando el alcalde lo presenta a Maddalena ella se desmaya de la impresión pero luego comienza a interesarse por el recién llegado y ambos terminan enamorándose.
Esta nueva situación no le hace ninguna gracia a Marco, quien por despecho y con la ayuda de un amigo suyo dinamita con éxito la gruta, por lo que el equipo de espeleólogos (creyendo que la explosión fue por acumulación de gases subterráneos) termina yéndose del lugar y, a su vez, Luigi le propone a Maddalena mudarse con él a Nueva York, a lo que ella acepta. Pero Marco no se quedará con las manos vacías después de todo, ya que justo el día en que se conmemora un año del fallecimiento de Nicola y mientras Luigi prepara sus cosas para irse de viaje y todo el pueblo está celebrando las fiestas patronales, el adolescente se va a casa de Maddalena para seducirla y termina perdiendo su virginidad con ella.
La película termina cuando Luigi y Maddalena se despiden de las autoridades de Sammichele di Bari antes de irse y, a su vez, Marco se reencuentra con su novia Enrica -quien se había distanciado del él tras percatarse de su interés por la viuda- y ambos hacen las paces mientras comienzan a hacer el amor en un descampado.

## Elenco
- Rosa Fumetto ... Maddalena
- Renzo Montagnani ... Nicola / Profesor Luigi Granini
- Carlo Giuffrè ... Padre Bonifacio
- Mario Carotenuto ... Alcalde
- Alberico Simeone ... Don Calogero
- Enzo Valli ... Marco
- Margit Evelyn Newton ... Enrica (aparece en los créditos como Margie Moreau)
- Nino Terzo ... Mariscal de los Carabinieri
- Sandro Ghiani ... Mudo
- Marzia Mori ... Luisa, la hija del alcalde
- Luca Sportelli ... Pippo, el prometido de Luisa
- Giusy Amato ... Amiga de Enrica
- Roberto Gallozzi ... Amigo de Marco
- Paolo Armeni
- Michele Milano